# یاری-ماتی لاتوالا
یاری-ماتی لاتوالا (فنلاندی: Jari-Matti Latvala؛ زادهٔ ۳ آوریل ۱۹۸۵) راننده رالی اهل فنلاند است.
از باشگاه‌هایی که در آن بازی کرده‌است می‌توان به فولکس‌واگن موتوراسپورت و تیم رالی جهانی تویوتا گازو ریسینگ اشاره کرد.